# Kate Ziegler
Kate Marie Ziegler (Fairfax (Virginia), 27 juni 1988) is een Amerikaanse zwemster, die in 2005 twee gouden medailles won bij haar eerste wereldkampioenschappen langebaan (50 meter). In Montreal zegevierde de WK-debutante, lid van zwemvereniging The Fish, op zowel de 800 als de 1500 meter vrije slag.

## Carrière
Ziegler wordt sinds 2000 getraind door Ray Benecki, en maakte haar internationale debuut in het najaar van 2004 bij de wereldkampioenschappen kortebaanzwemmen 2004 in Indianapolis. Daar eindigde ze als tweede op de 800 meter vrije slag. 
In Montreal nam de Amerikaanse deel aan de wereldkampioenschappen zwemmen 2005, op dit toernooi veroverde ze de wereldtitel op zowel de 800 als de 1500 meter vrije slag. 
Tijdens de wereldkampioenschappen kortebaanzwemmen 2006 in Shanghai sleepte Ziegler de wereldtitel in de wacht op de 400 meter vrije slag en de zilveren medaille op de 800 meter vrije slag. Op de 4x200 meter vrije slag legde ze samen met Rachel Komisarz, Amanda Weir en Kaitlin Sandeno beslag op de bronzen medaille. Op de Pan Pacific kampioenschappen zwemmen 2006 in Victoria veroverde de Amerikaanse de gouden medaille op zowel de 800 als de 1500 meter vrije slag, op de 400 meter vrije slag eindigde ze op de vierde plaats. 
In Melbourne nam Ziegler deel aan de wereldkampioenschappen zwemmen 2007. Op dit toernooi sleepte ze de wereldtitel in de wacht op de 800 en de 1500 meter vrije slag, daarnaast eindigde ze als zesde op de 400 meter vrije slag. 
Tijdens de Amerikaanse Olympische trials 2008 in Omaha plaatste de Amerikaanse zich voor de Olympische Zomerspelen 2008 op de 400 en de 800 meter vrije slag. In Peking werd Ziegler verrassend uitgeschakeld in de series van zowel de 400 als de 800 meter vrije slag.

### 2009-heden
Nadat Ziegler zich in 2009 niet had geplaatst voor een internationaal toernooi, maakte ze haar comeback tijdens de Pan Pacific kampioenschappen zwemmen 2010 in Irvine. Op dit toernooi legde ze beslag op de gouden medaille op de 800 meter vrije slag en de zilveren medaille op de 1500 meter vrije slag, daarnaast eindigde ze als negende op de 400 meter vrije slag. In Dubai nam de Amerikaanse deel aan de wereldkampioenschappen kortebaanzwemmen 2010, op dit toernooi veroverde ze de bronzen medaille op de 800 meter vrije slag.
Op de wereldkampioenschappen zwemmen 2011 in Shanghai veroverde Ziegler de zilveren medaille op de 1500 meter vrije slag en de bronzen medaille op de 800 meter vrije slag.
Tijdens de Olympische Zomerspelen 2012 in Londen strandde de Amerikaanse in de series van de 800 meter vrije slag.

## Internationale toernooien
| Jaar | Olympische Spelen                       | WK langebaan                                            | WK kortebaan                                          | PanPacs                                                                                               |
| ---- | --------------------------------------- | ------------------------------------------------------- | ----------------------------------------------------- | --- |
| 2004 | geen deelname                           |                                                         | 800m vrije slag                                       | |
| 2005 |                                         | 800m vrije slag · 1500m vrije slag                      |                                                       | |
| 2006 |                                         |                                                         | 400m vrije slag · 800m vrije slag · 4x200m vrije slag | DQ 100 m vrije slag · serie 200m vrije slag · 4e 400m vrije slag · 800m vrije slag · 1500m vrije slag |
| 2007 |                                         | 6e 400m vrije slag · 800m vrije slag · 1500m vrije slag |                                                       | |
| 2008 | 14e 400m vrije slag 10e 800m vrije slag |                                                         | geen deelname                                         | |
| 2009 |                                         | geen deelname                                           |                                                       | |
| 2010 |                                         |                                                         | 800m vrije slag                                       | 9e 400m vrije slag · 800m vrije slag · 1500m vrije slag                                               |
| 2011 |                                         | 800m vrije slag · 1500m vrije slag                      |                                                       | |
| 2012 | 21e 800m vrije slag                     |                                                         | geen deelname                                         | |

## Persoonlijke records
Bijgewerkt tot en met 14 oktober 2007

### Kortebaan
| Afstand          | Tijd     | Datum           | Plaats   |
| ---------------- | -------- | --------------- | -------- |
| 200m vrije slag  | 1.56,98  | 5 april 2006    | Shanghai |
| 400m vrije slag  | 4.01,79  | 7 april 2006    | Shanghai |
| 800m vrije slag  | 8.08,00  | 14 oktober 2007 | Essen    |
| 1500m vrije slag | 15.32,90 | 12 oktober 2007 | Essen    |

### Langebaan
| Afstand          | Tijd     | Datum           | Plaats        |
| ---------------- | -------- | --------------- | ------------- |
| 200m vrije slag  | 1.58,66  | 3 augustus 2007 | Indianapolis  |
| 400m vrije slag  | 4.03,92  | 30 juni 2008    | Omaha         |
| 800m vrije slag  | 8.18,52  | 31 maart 2007   | Melbourne     |
| 1500m vrije slag | 15.42,54 | 17 juni 2007    | Mission Viejo |